# Хоткевич, Владимир Игнатьевич
Владимир Игнатьевич Хоткевич (укр. Володимир Гнатович Хоткевич; 11 (24) апреля 1913 года, Киев — 9 июля 1982 года) — украинский советский учёный-физик, специалист в области физики низких температур, педагог, профессор, ректор Харьковского государственного университета (1966—1976). Член-корреспондент АН УССР (1967).

## Биография
Родился в семье Гната Хоткевича, украинского советского писателя, историка, композитора. После окончания индустриально-технической профшколы в 1930 году поступил в Харьковский механико-машиностроительный институт. Выпускник 1935 года, получил специальность инженера-исследователя в области физики.
В 1932—1950 годах — работал в Украинском физико-техническом институте: препаратором, лаборантом, инженером. С 1938 года — старший научный сотрудник. Научную работу писал под руководством профессоров Л. В. Шубникова и Б. Г. Лазарева.
В годы Великой Отечественной войны — в эвакуации в Алма-Ате (Казахстан). В 1943 году защитил кандидатскую диссертацию в Казахском университете. В 1944 году вернулся в Харьков, принимал активное участие в восстановлении криогенной лаборатории УФТИ (ныне Харьковский физико-технический институт).
С 1950 года — в Харьковском университете. В 1951—1954 годах — доцент, в 1954—1958 — профессор физико-математического факультета ХГУ. В 1958—1963 — заведующий кафедрой, а в 1959—1963 — декан физико-математического факультета университета.
В 1954 году защитил докторскую диссертацию, в 1956-м был утверждён в звании профессора. В 1963—1966 — проректор ХГУ по научной работе.
С 1966 по 1975 годы — ректор Харьковского государственного университета. Позже заведовал кафедрой экспериментальной физики, а с 1979 года — заведующий кафедрой физики низких температур ХГУ.
В 1967 году избран членом-корреспондентом АН УССР. С 1969 года — член Комитета по Государственным премиям Украинской ССР по науке и технике при Совете Министров УССР.
Сыновья Владимира Игнатьевича, близнецы Андрей и Владимир пошли по стопам отца, стали физиками-экспериментаторами.

## Научная деятельность
Основная сфера научной деятельности В. И. Хоткевича — исследование проблем сверхпроводимости, низкотемпературной металлофизики и др.
Первая научная публикация, посвящённая теплоёмкости сверхпроводящих сплавов, появилась в 1936 году. Всего им опубликовано свыше 200 работ по физике металлов, проблемам высшей школы.
Под научным руководством В. И. Хоткевича защищено 15 кандидатских диссертаций.

## Избранные научные труды
- Металлургия. Металлы и сплавы
- Упрочнение. Эффект Баушингера
- Магнитные свойства сверхпроводящих металлов и сплавов (в соавт. 1937)

## Награды и звания
- орден «Знак Почёта» (1961)
- орден Ленина (1967)
- орден Трудового Красного Знамени (1971)
- Медаль «За доблестный труд в Великой Отечественной войне 1941—1945 гг.»
- другие медали СССР
- Грамота Верховного Совета Казахской ССР.
- почётный доктор Познанского университета им. Адама Мицкевича (Польша)